# Sigave
Sigave est l'un des trois royaumes coutumiers qui constitue la collectivité d'outre-mer française des îles Wallis-et-Futuna. Son territoire se concentre sur la partie occidentale de l'île de Futuna. Ses frontières sont fixées par la guerre de Vai de 1839 (dont Sigave sort perdant face au royaume d'Alo), et reconnues juridiquement par l’État français lors du passage du protectorat de Wallis-et-Futuna au territoire d'outre-mer en 1961.

## Géographie

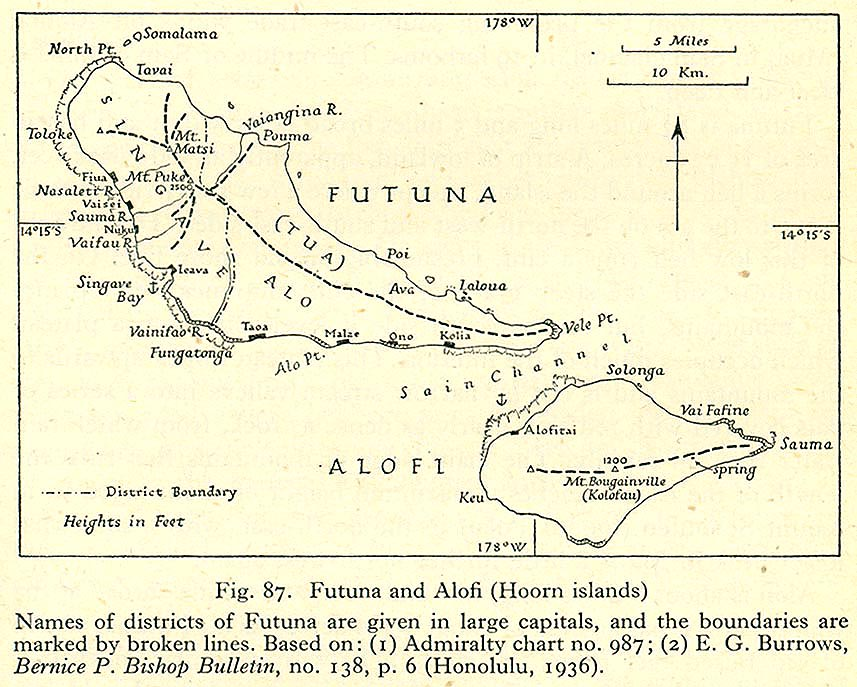
Carte des îles Futuna et Alofi.

Sigave englobe le tiers occidental de l'île de Futuna sur une surface de 21 km2.
Il compte en tout six villages :
- Leava, son chef-lieu ;
- Toloke
- Nuku ;
- Fiua ;
- Vaisei ;
- Tavai.

## Histoire

### Peuplement de Futuna

La Polynésie ancestrale et ses premières divisions linguistico-culturelles.

Futuna se caractérise par son éloignement et son isolement au sein de l'océan Pacifique. Ne possédant pas de lagon, l'île est difficile d'accès par bateau. Les premiers habitants arrivent vers 800 av. J.-C. Ce sont des Austronésiens, issus de la culture Lapita. À la même période, ils s'installent dans les îles et archipels voisins (Wallis, Tonga, Samoa, Niuatoputapu, Niuafo'ou) et développent une culture et une langue propre : c'est la naissance de la Polynésie ancestrale . Cette période de l'histoire de Futuna est dénommée le temps de la « terre noire » (en futunien Kele ʻUli) .
À partir de l'an 700, face à l'expansionnisme tongien dans la région, les habitants sont forcés de se replier vers l'intérieur des terres et construisent de nombreux forts (kolo). Vienne et Frimigacci en ont dénombré trente-cinq. À l'époque, Futuna est morcelée en de multiples groupes rivaux qui s'affrontent régulièrement, même si certains ont noué des alliances en cas de danger commun (les envahisseurs tongiens, par exemple). Ainsi, les futuniens réussissent à repousser l'expédition du chef tongien Kau'ulufonua fekai au XVe siècle. Cette période dite de la « terre ocre » (Kele Mea), marquée par l'insécurité et plusieurs affrontements avec les tongiens, se termine vers 1700.
Durant cette période, les premiers visiteurs européens de Futuna, les Hollandais Willem Schouten et Jacob Le Maire, abordent l'île le 22 mai 1616 et y restent huit jours, nouant des contacts avec la population futunienne.

### Division de Futuna en deux royaumes
La dernière période de l'histoire futunienne est dite de la « terre brune », (Kele Kula), en référence à la terre brune des tarodières : les habitants quittent les montagnes pour s'installer de nouveau en bord de mer. Durant cette phase, les différentes entités politiques indépendantes et rivales de Futuna vont progressivement s'unifier. Les différentes places fortes (kolo) se rassemblent autour de chefs. Lorsque les missionnaires maristes français débarquent à Futuna le 7 novembre 1837, il ne reste plus que deux entités politiques rivales : le royaume de Sigave et celui de Tuʻa, bientôt renommé en royaume d'Alo.

#### Guerre de Vai
Ces deux royaumes s'affrontent lors de la guerre de Vai, la dernière guerre que Futuna ait vécu. Profitant du passage d'un navire baleinier australien, les Futuniens des deux camps échangent des cochons contre des fusils, ce qui leur permet de disposer d'armes à feu pour la bataille qui se déroule le 10 août 1839 de part et d'autre de la rivière Vai. Le royaume de Alo en sort vainqueur (malo) et Sigave est pillé. Le missionnaire Pierre Chanel en est le témoin et soigne les nombreux blessés qui reviennent du champ de bataille. Après la guerre du Vai, Niuliki devient roi de l'ensemble de Futuna jusqu'à sa mort en 1842. Cette guerre fixe les frontières des deux royaumes et consacre la victoire de Alo sur Sigave.

#### Conversion au catholicisme
Durant ce laps de temps, le missionnaire Pierre Chanel convertit une partie de la population futunienne au catholicisme. Il réside chez le roi Niuliki. Cependant, il provoque l'hostilité croissante des nobles futuniens et est tué par Musumusu, un parent de Niuliki, le 28 avril 1841. Son assassinat provoque la fuite des autres occidentaux présents sur l'île pour Wallis. Musumusu devient roi de Futuna à la mort de Niuliki. Le 26 janvier 1842, les maristes reviennent à Futuna, escortés par une corvette française et accompagnés d'un chef futunien, Sam Keletaona. Les vaincus de Sigave voient dans les missionnaires des étrangers qui peuvent apporter un appui face à Alo. L'évêque Jean-Baptiste Pompallier débarque à Futuna le 28 mai 1842 avec le roi de Wallis (Lavelua) et ses partisans. Ils sont reçus par Musumusu, mais très vite ce dernier est remplacé par Sam Keletaona, que les missionnaires soutiennent. 117 Futuniens sont baptisés. Les maristes gagnent un pouvoir important à Futuna et à Wallis, et mettent en place une théocratie missionnaire qui leur permet de contrôler la population.

### Protectorat (1888-1961)
Le royaume de Sigave à Futuna signe un traité de protectorat avec la France en 1888, intégrant alors le protectorat de Wallis-et-Futuna.
Il n'y a pas à proprement parler de colonisation à Wallis-et-Futuna, le pouvoir du résident français se limitant aux affaires extérieures. Le résident habite Wallis et ne visite Futuna que quelques jours au total durant sa mission. Futuna reste donc très isolée et relativement indépendante du pouvoir politique français. Cette situation se poursuit jusqu'aux années 1960, l'administration française ne s'installant à Futuna qu'en 1959.
Frédéric Angleviel indique que pendant longtemps au XIXe siècle, les deux royaumes de Futuna sont très instables et sont souvent dans des luttes rivales chroniques, Sigave voulant prendre sa revanche sur Alo. Ces affrontements sont toutefois à remettre en parallèle avec la petite taille de la population (1200 à 1500 habitants). De manière générale, la royauté à Futuna est très instable, les deux rois (de Sigave et d'Alo) étant démis au bout de quelques années, voire quelques mois. Pour Jean-Claude Roux, cette instabilité est structurelle : entre 1900 et 1960, vingt rois se succèdent à Alo et treize à Sigave.
La Seconde Guerre mondiale ne bouleverse pas le quotidien de Futuna, contrairement à Wallis qui est investie par l'armée américaine qui y installe une base militaire.

### L'isolement de Futuna pendant la Seconde Guerre mondiale
Futuna, dépourvue de station de radio, se retrouve dans une situation délicate durant la Seconde Guerre mondiale puisqu'elle est totalement isolée et coupée du monde extérieur. Pendant deux ans, l'administration française (restée fidèle au régime de Vichy) et la mission à Wallis n'ont aucune nouvelle de Futuna et les habitants, privés des denrées de premières nécessité (farine, blé, huile, tissus...), survivent uniquement grâce à l’agriculture vivrière. L'arrivée des Américains à Wallis en 1942 rompt quelque peu cette situation, mais Futuna n'est pas occupée par l'armée américaine et reste très isolée. Le père 'O Reilly écrit : « [1945] Sans aucune liaison maritime, Futuna, sans farine sans sucre, sans remèdes et sans habits, connaît des jours difficiles. […] Le 23 juin 1946, un sous-marin américain de passage à Futuna donna à la mission, sans ravitaillement depuis 2 ans, un peu de farine. ». Cet hydravion anti sous-marins rompt l'isolement de Futuna en emmenant 45 autochtones en Nouvelle-Calédonie : ils sont les premiers à s'engager hors de leur île natale.
Un des marchands de coprah aurait profité de la situation pour abuser des Futuniens, en échangeant du tissu pour les vêtements contre des parcelles de cocotiers. Il aurait même, selon Marcel Gaillot, troqué des sacs de coprah en guise de vêtement. À l'époque, la société futunienne n'est pas du tout monétarisée. Cependant, en 1945, le résident Mattei l'oblige à rendre les parcelles acquises frauduleusement.
Marcel Gaillot indique que Futuna est finalement reliée au monde extérieure uniquement en 1968, quand un aérodrome est construit à Vele. Jusqu'à cette période, les denrées et les courriers sont lâchés par avion ; l'unique moyen de communiquer est la radio. L'isolement de Futuna se poursuit donc tout au long des années 1950 et 1960. Angleviel peut parler de « quasi-abandon ».

### Après guerre
À Futuna, les deux royaumes changent régulièrement de souverain. Les différends politiques provoquent parfois de véritables « batailles rangées » entre les villages d'Alo. L'influence de la mission reste très forte, en particulier autour du père Cantala qui dispose d'une autorité importante. C'est seulement en 1957, selon Frédéric Angleviel, que son départ et l'arrivée de deux gendarmes français « fait entrer Futuna dans l’ère de la normalisation administrative ».
En 1961, à la suite d'un référendum, le protectorat se transforme en territoire d'outre-mer (TOM) . En 2003, le territoire devient la collectivité d'outre-mer de Wallis-et-Futuna.

## Économie
L'économie est essentiellement rurale axée sur la pêche lagunaire artisanale et l'agriculture océanienne vivrière pour les besoins locaux.
Sigave concentre l'essentiel des services publics de Futuna dans le village de Leava, chef lieu de l'île. L'anse de Sigave est le seul mouillage de Futuna, et le wharf de Leava est l'endroit par où passent tous les navires qui approvisionnent l'île. Cela permet à Sigave de jouer un rôle plus important que le royaume d'Alo.

## Démographie

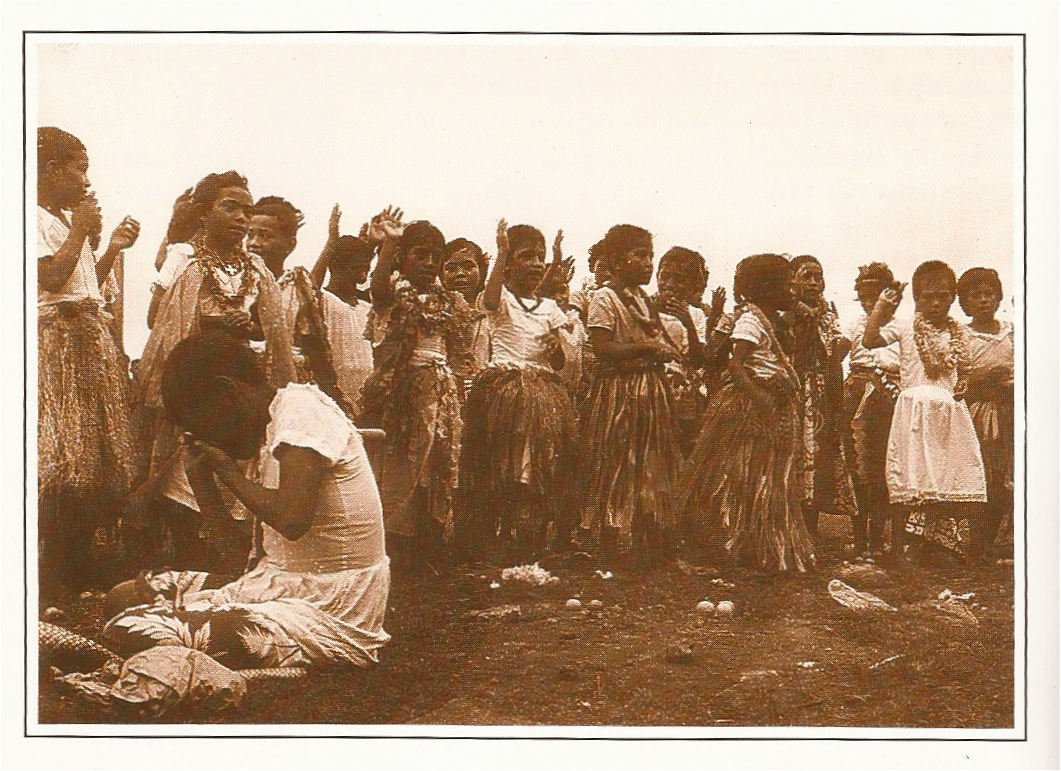
Des enfants de Sigave en costumes traditionnels, 1964

La population à Sigave était de 1 746 habitants en 2003, de 1 591 en 2008, de 1457 habitants en 2013 et de 1275 habitants en 2018.
| Villages | Population (2018) |
| -------- | ----------------- |
| Fiua     | 257               |
| Leava    | 322               |
| Nuku     | 204               |
| Tavai    | 160               |
| Toloke   | 172               |
| Vaisei   | 160               |

La plupart des habitants sont d'origine polynésienne (97,3 %). On compte aussi quelques habitants d'origine européenne. La très grande majorité est de confession catholique.

## Politique et institutions
Le royaume coutumier de Sigave est dirigé par un souverain (sau), portant le titre de Tamolevai, Keleta'ona ou Tui Sigave en futunien et appelé roi en français. Il s'agit d'une monarchie élective et non héréditaire. Le sau dispose de cinq ministres (aliki fa'u), jouant le rôle de porte-paroles dans les conseils, mais ils ont une autorité limitée directement sur les chefs de village désignés par les familles princières qui peuvent démettre leur roi facilement.
De ce fait, la royauté à Futuna est relativement instable. Wallis et Futuna 1re souligne que « depuis les années [19]50, les règnes ne durent que deux à trois ans en moyenne à quelques exceptions près ».
Le roi de Sigave a un chef de cérémonie et un chef de la police.
Sigave est divisé en six villages (Fiua, Leava, Nuku, Tavai, Toloke et Vaisei), chacun des villages est dirigé par un chef.

### Liste des rois de Sigave
Après l'abdication de Visesio Moeliku en août 2009, le royaume de Sigave n'a plus eu de roi jusqu'en 2016. Cette situation est due à des divergences au sein de la chefferie et des familles royales. Le 1er mars 2016 a été annoncée officiellement la nomination d'un nouveau roi pour Sigave : Eufenio Takala, appartenant au clan Keletaona. Elle intervient après plusieurs années de tractations entre les familles royales et une période de divisions politiques. Le 5 mars 2016, Eufenio Takala est officiellement intronisé nouveau roi de Sigave : Keleta'ona,.